# Verbandsgemeinde Rhein-Mosel
Die Verbandsgemeinde Rhein-Mosel ist eine Gebietskörperschaft im Landkreis Mayen-Koblenz in Rheinland-Pfalz. Sie ging am 1. Juli 2014 aus dem Zusammenschluss der Verbandsgemeinden Rhens und Untermosel hervor. Ihr gehören die Stadt Rhens sowie 17 weitere Ortsgemeinden an, der Verwaltungssitz ist in der Ortsgemeinde Kobern-Gondorf mit einer Verwaltungsstelle in der Stadt Rhens.
Mit etwa 27.000 Einwohnern ist sie nach Weißenthurm die zweitgrößte Verbandsgemeinde im Landkreis Mayen-Koblenz.

## Verbandsangehörige Gemeinden
| Ortsgemeinde, Stadt          | Fläche (km²) | Einwohner |
| ---------------------------- | ------------ | --------- |
| Alken                        | 8,05         | 697       |
| Brey                         | 6,42         | 1.497     |
| Brodenbach                   | 9,65         | 688       |
| Burgen                       | 11,28        | 754       |
| Dieblich                     | 17,68        | 2.629     |
| Hatzenport                   | 3,77         | 611       |
| Kobern-Gondorf               | 28,36        | 3.185     |
| Lehmen                       | 10,24        | 1.273     |
| Löf                          | 5,34         | 1.467     |
| Macken                       | 8,61         | 375       |
| Niederfell                   | 11,67        | 970       |
| Nörtershausen                | 5,66         | 1.151     |
| Oberfell                     | 5,51         | 1.168     |
| Rhens, Stadt                 | 16,30        | 3.031     |
| Spay                         | 2,70         | 1.895     |
| Waldesch                     | 3,34         | 2.293     |
| Winningen                    | 6,66         | 2.447     |
| Wolken                       | 2,86         | 1.136     |
| Verbandsgemeinde Rhein-Mosel | 164,10       | 27.267    |

(Einwohner am 31. Dezember 2023)

## Geschichte
Im Rahmen der zweiten rheinland-pfälzischen Kommunal- und Verwaltungsreform vom 28. September 2010 sollen Verbandsgemeinden, die weniger als 12.000 Einwohner besitzen, zusammengelegt werden um deren Lebensfähigkeit zu sichern. Die Verbandsgemeinde Rhens, die über weniger als 9000 Einwohner verfügt, begann daraufhin mit der Suche nach einem geeigneten Fusionspartner innerhalb der bis zum 30. Juni 2012 laufenden sogenannten „Freiwilligkeitsphase“ um einer Zwangsfusionierung zuvorzukommen und auch eine entsprechende Förderprämie des Landes in Anspruch nehmen zu können. Nach Sondierungsgesprächen und Verhandlungen mit benachbarten Gebietskörperschaften sowie der Prüfung von Gutachten des Landesinnenministeriums beschloss man im Mai 2011 Fusionsgespräche mit der Verbandsgemeinde Untermosel aufzunehmen. Am 17. Januar 2012 einigte man sich auf die wesentlichen Eckpunkte eines Zusammenschlusses.
Am 22. März 2012 stimmten die Verbandsgemeinderäte der beiden Verbandsgemeinden für die Fusion, in Rhens einstimmig, in Untermosel mit einer Gegenstimme. Der Fusionsvertrag wurde am 2. Juli von den Bürgermeistern der Verbandsgemeinden Helmut Schreiber (Rhens) und Bruno Seibeld (Untermosel) in Rhens unterzeichnet.

## Bevölkerungsentwicklung
Die Entwicklung der Einwohnerzahl bezogen auf das heutige Gebiet der Verbandsgemeinde Rhein-Mosel; die Werte von 1871 bis 1987 beruhen auf Volkszählungen:
| Jahr | Einwohner |
| 1815 | 10.862    |
| 1835 | 13.876    |
| 1871 | 14.813    |
| 1905 | 16.017    |
| 1939 | 17.912    |
| 1950 | 21.452    |

| Jahr | Einwohner |
| 1961 | 21.389    |
| 1970 | 24.051    |
| 1987 | 24.786    |
| 1997 | 26.695    |
| 2005 | 27.748    |
| 2023 | 27.267    |

## Politik

### Verbandsgemeinderat
Der Verbandsgemeinderat Rhein-Mosel besteht aus 36 ehrenamtlichen Ratsmitgliedern, die bei der Kommunalwahl am 9. Juni 2024 in einer personalisierten Verhältniswahl gewählt wurden, und der hauptamtlichen Bürgermeisterin als Vorsitzender.
Die Sitzverteilung im Verbandsgemeinderat:
| Wahl | SPD | CDU | GRÜNE | FDP | FWG | FWG U | FWG R | Gesamt   |
| ---- | --- | --- | ----- | --- | --- | ----- | ----- | -------- |
| 2024 | 5   | 14  | 4     | 2   | 11  | –     | –     | 36 Sitze |
| 2019 | 5   | 13  | 6     | 2   | 10  | –     | –     | 36 Sitze |
| 2014 | 6   | 13  | 2     | 1   | –   | 10    | 4     | 36 Sitze |

- FWG = Freie Wählergruppe Rhein-Mosel e. V.
- FWG U = Freie Wählergruppe Verbandsgemeinde Untermosel e. V.
- FWG R = Freie Wählergruppe Verbandsgemeinde Rhens e. V.

### Bürgermeister
Kathrin Laymann (FWG) wurde am 1. Juli 2022 Bürgermeisterin der Verbandsgemeinde Rhein-Mosel. Bei der Stichwahl am 3. April 2022 hatte sie sich mit einem Stimmenanteil von 57,0 % gegen Jens Firmenich (CDU) durchgesetzt, nachdem bei der Direktwahl am 13. März 2022 keiner der fünf Bewerber um die Nachfolge des nicht erneut kandidierenden Amtsinhabers eine ausreichende Mehrheit erreichte.
Laymanns Vorgänger Bruno Seibeld, zuvor Bürgermeister der Verbandsgemeinde Untermosel, wurde am 25. Mai 2014 mit einem Stimmenanteil von 68 % zum ersten Bürgermeister der neuen Verbandsgemeinde gewählt. Er übte das Amt bis zum 30. Juni 2022 aus und trat nachfolgend seinen Ruhestand an.

### Wappen
Blasonierung: Geviertes Wappen mit blau-weißem Wellenbalken. Feld 1: das Trierer Kreuz, Feld 2: goldene Krone auf grünem Grund, Feld 3: goldene Weinrebe mit Blatt auf grünem Grund, Feld 4: das Kurkölnische Kreuz.